# Araguacema
Araguacema is een gemeente in de Braziliaanse deelstaat Tocantins gelegen aan de Araguaia. De gemeente telt 5.591 inwoners (schatting 2009).